# Peppenhoven
Peppenhoven ist ein Wohnplatz der Stadt Rheinbach im Ortsteil Ramershoven, 2,5 km vom Stadtzentrum entfernt. Er befindet sich in der Nähe der A 61 (Autobahnraststätte Peppenhoven) zwischen Swisttal-Morenhoven und dem Rheinbacher Zentrum.

## Burg Peppenhoven
Es handelt sich um eines der ältesten Häuser Deutschlands, Pippins Hof. Peppenhoven besitzt eine in ländlicher Umgebung gelegene Wasserburg, an der einige neue Wohnhäuser erbaut wurden. Bewohnt wird die Burg von der Familie des Freiherren Maximilian von Böselager.
Die Grafen von Werl erbauten 1697 das Haupthaus neu, einen zweigeschossigen Backsteinbau mit einem ebenfalls zweigeschossigen Tor an der Westseite. Die Wirtschaftsgebäude stammen laut der dort befestigten Eisenanker von 1725 und 1828. Die freistehende Backsteinkapelle wurde 1880 errichtet. Spätere Eigentümer der Burg waren die Freiherren von Martial.

Burg Peppenhoven
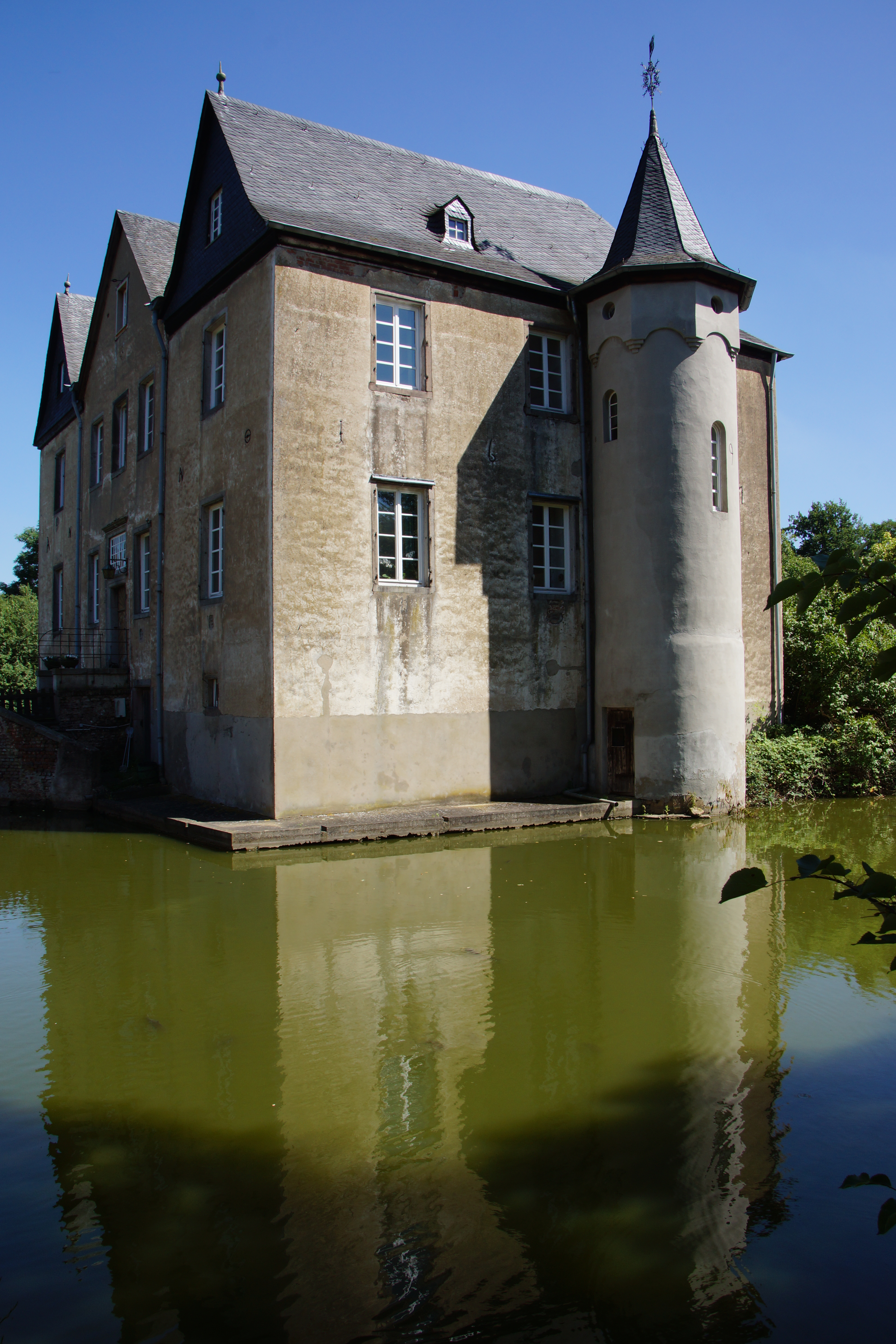
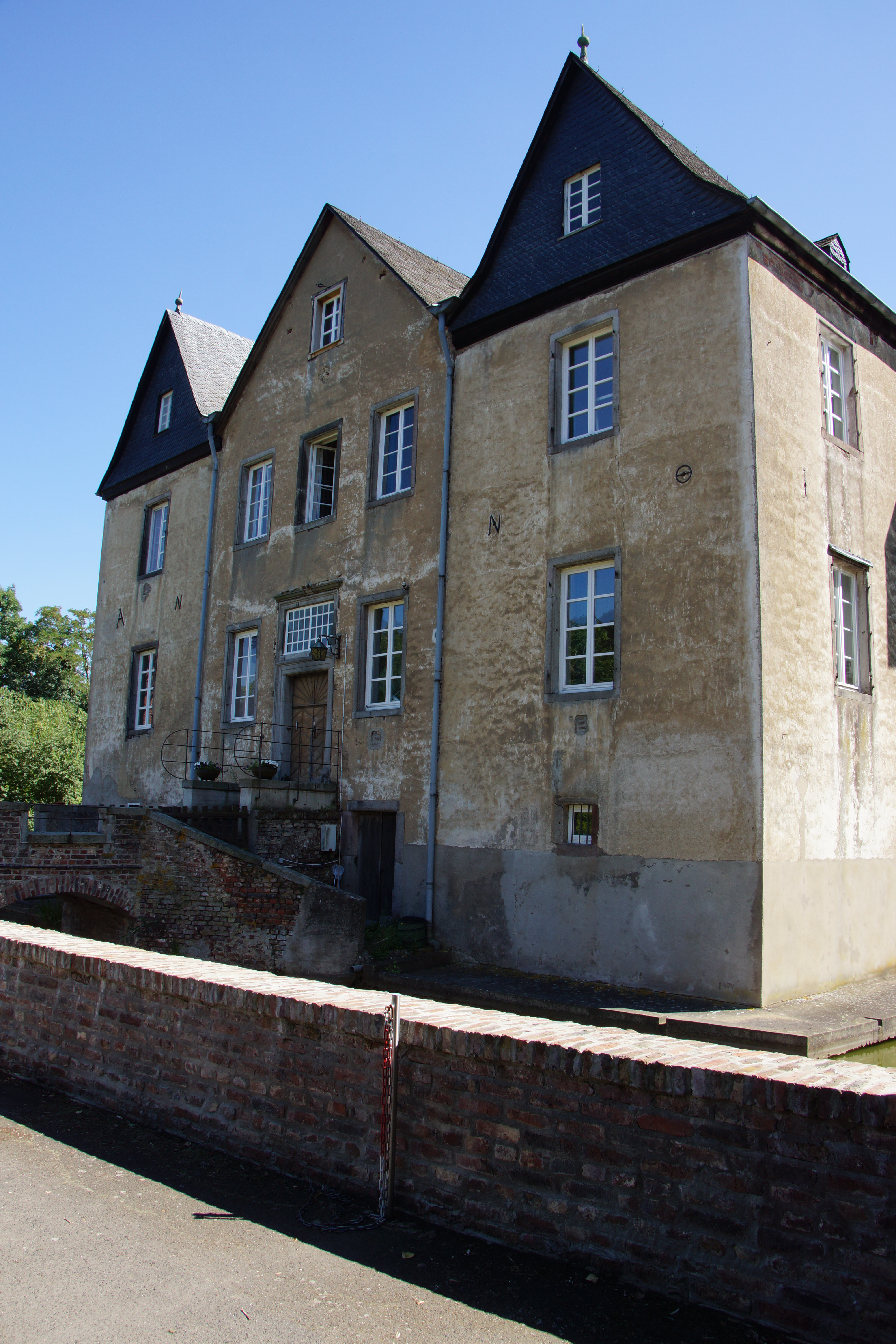
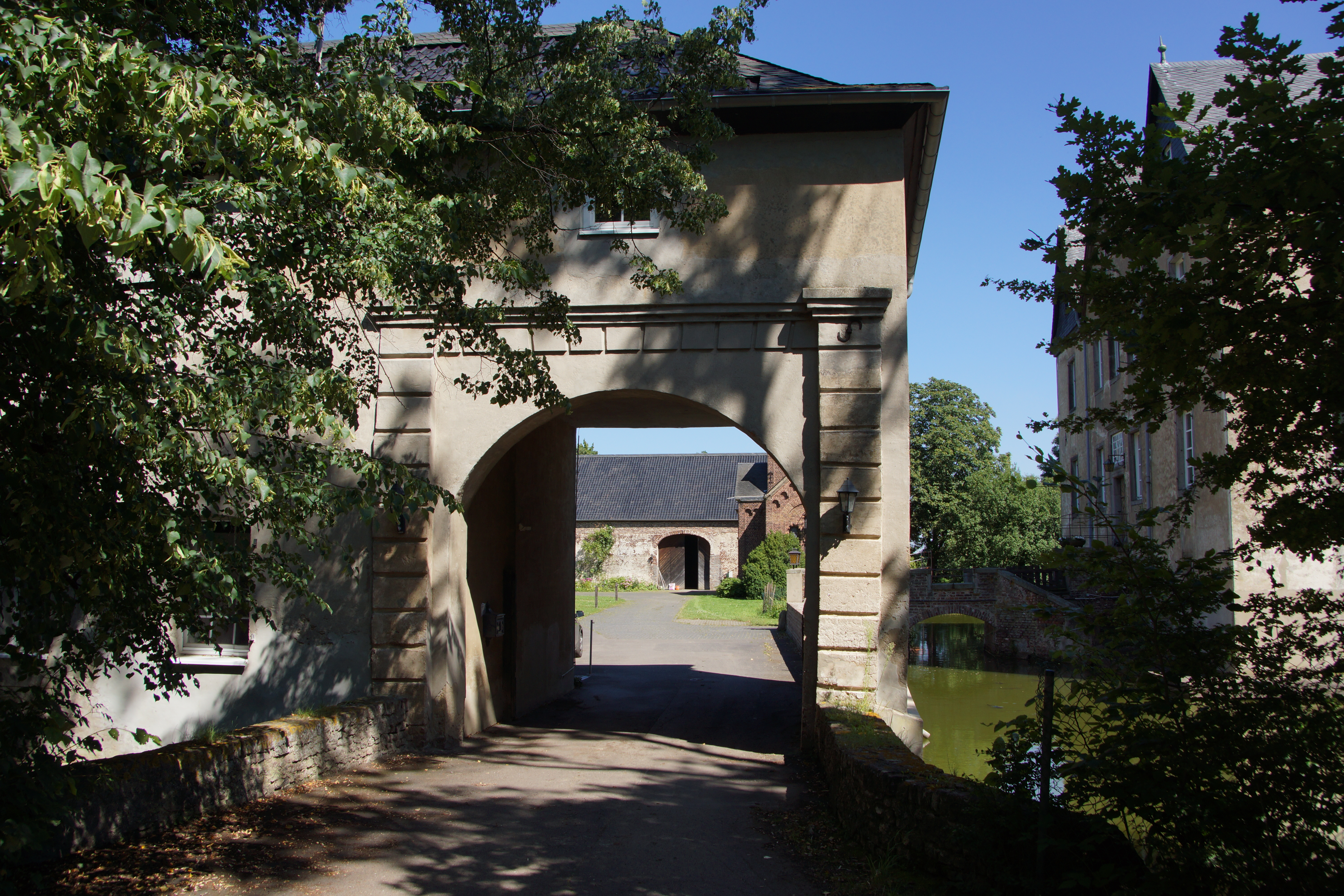

## Einwohnerentwicklung
Einwohnerstand gesamt mit Haupt- und Nebenwohnung:
| Jahr | Einwohner | Delta |
| ---- | --------- | ----- |
| 2014 | 118 1     |       |
| 20.. |           |       |
| 20.. |           |       |
| 2019 | 136       | 18    |
| 2020 | 147       | 11    |

| Jahr | Einwohner | Delta |
| ---- | --------- | ----- |
| 2021 | 133       | −14   |
| 2022 | 146       | 13    |
| 2023 | 153 2     | 7     |
| 2024 | 145       | −8    |
| 2025 |           |       |